# Karatau
Karatau (kazašsky Қаратау, Qaratau, nebo Qarataw, rusky Каратау, kyrgyzsky Кара-Тоо, Kara-Too, uzbecky Qoratov, čínsky 卡拉套山, Karatasan) je asi 420 km dlouhé pohoří, součást Ťan-šanu, od roku 2016 pod ochranou přírodního dědictví UNESCO, na jihu Kazachstánu.
Nejvyšší horou je Bessaz (2 176 m n. m.) asi 34 km vzdušnou čarou na sever od města Kentau v Turkestánské oblasti.

## Název
Název „Karatau“ je doslovný překlad z kazaštiny, kdy slovo Qarataū, znamená černá hora. Tento název je odvozen od vysokých nalezišť fosforitu, olova a zinku.

## Poloha
Karatau je nejzápadnější výběžek pohoří Ťan-šan. Pohoří se rozléhá od jihozápadu Kyzylordské oblasti až po severozápadní hranice s Kyrgyzstánem k pohoří Talas Alatau. Na šířku se na jihu rozléhá od řeky Syrdarja až po Mojymkunskou poušť na severu.

## Geologie
Východní a Kiši Karatau se skládá z proterozoických břidlic a pískovců, zatímco jihozápadní Karatau se skládá z karbonského vápence, pískovce, konglomerátů a devonských vulkanických hornin.
Pohoří má výrazně strmé rokle, které jsou protkány sezónními i stálými potoky, v této oblasti také pramení řeky Bajyldyr, Chantagi a Biresik.

## Klima
Jsou zde velmi velké rozdíly v teplotách mezi jednotlivými ročními období, ale i mezi východním a západním Karatau. Průměrná lednová teplota má −10 °C a v červenci 22–26 °C, ale teplota může dosáhnout až 47 °C, která je nejvyšší zaznamenaná teplota v Západním Ťan-šanu.
Průměrné roční srážky jsou 200–400 mm v údolích, 400–600 mm v horách. Pohoří má ohromné zásoby podzemní vody.